# Дитта, Вильер
Вальер Эмилио Дитта Перес (исп. Willer Emilio Ditta Pérez; род. 23 января 1997, Ла-Хагуа-де-Ибирико, Колумбия) — колумбийский футболист, защитник клуба «Крус Асуль».

## Клубная карьера
Дитта — воспитанник клуба «Барранкилья». 11 февраля 2017 года в матче против «Реал Сан-Андрес» он дебютировал в колумбийской Серии B.20 февраля 2018 года в поединке против «Кукута Депортиво» Вальер забил свой первый гол за «Барранкилья». Летом того же года Дитта перешёл в «Атлетико Хуниор». 7 сентября в матче против «Рионегро Агилас» он дебютировал в Кубке Мустанга. В составе нового клуба дважды стал чемпионом.
17 января 2022 года Дитта был арендован аргентинским клубом «Ньюэллс Олд Бойз» сроком на один год с опцией выкупа 80 % его прав за 700 тыс. долларов.
6 июля 2023 года Дитта перешёл в мексиканский «Крус Асуль», подписав трёхлетний контракт.

## Достижения
Командные
 «Атлетико Хуниор»
- Победитель чемпионата Колумбии (2) — Финалисасьон 2018, Апертура 2019